# Cindytalk
Cindytalk ist eine britische Musikgruppe der Kategorie experimentelle Musik. Kopf der Gruppe ist der schottische Musiker Gordon Sharp (* 1961).

## Geschichte

### Die Anfangszeit
Cindytalk ging 1982 mit den Gründungsmitgliedern Gordon Sharp (Gesang) und David Clancy (Gitarre, Keyboards) aus der Edinburgher Punk- bzw. New-Wave-Band The Freeze hervor. The Freeze (1976–1982) veröffentlichte zwei Singles, nahm zwei Sessions mit John Peel auf und spielte unterstützend bei diversen namhaften Bands der damaligen Zeit in Großbritannien.
Nachdem sich Cindytalk 1982 in London niedergelassen hatte, begann die Band die Arbeit an dem Debüt-Album Camouflage Heart, das mit seinem neuen, dunkleren und eher fragmentierten Sound sowohl von der Post-Punk- als auch von der frühen europäischen Industrial-Musik beeinflusst ist. Im Jahr 1983 gesellte sich John Byrne zu Sharp and Clancy.
1983 nahm Sharp eine John-Peel-Session mit den ebenfalls aus Schottland stammenden Cocteau Twins auf (Dear Heart auf einer späteren britischen Veröffentlichung des Albums Garlands), die zu einem Treffen mit dem Chef Ivo Watts-Russell von 4AD führte, der ihn schließlich im selben Jahr zu Aufnahmen von This Mortal Coils Debüt-EP Sixteen Days/Gathering Dust einlud. Sharp war somit neben Lisa Gerrard und Elizabeth Frazer einer der besonders präsentierten Sänger auf dem Debüt-Album It’ll End in Tears von This Mortal Coil aus dem Jahr 1984. Er setzte seinen Gesang bei Kangaroo (ein Lied, das als Single veröffentlicht wurde und schnell ein Hit in den Independent-Charts wurde) sowie in den Songs Fond Affections und A Single Wish ein.
Gleichzeitig wurde auch das Debüt-Album Camouflage Heart von der britischen Musikpresse beachtet und erreichte Platz 22 in den U.K. Independent Chart. Kurz nach der Veröffentlichung verließ David Clancy die Band und wurde durch die Geschwister Alex and Debbie Wright ersetzt. In den nächsten drei Jahren entstand das monumentale Werk In This World. Hierbei handelt es sich um zwei Alben, deren Cover von Kathy Patterson gestaltet sind. Das erste Album ist voll von fragmentierten und lärmenden Momenten, wohingegen das zweite die eher ruhigen, aber auch oft experimentellen Klavierimprovisationen Sharps dokumentiert. Das Lied Janey’s Love entstand in Zusammenarbeit mit der Punk-Autorin Kathy Acker.

### Bambule
Das elektronische Projekt Bambule begann 1994 mit einer Zusammenarbeit von Sharp und Carmichael.

### Gegenwart
Im Oktober 2009 erschien das Album The Crackle Of My Soul als CD bei dem Wiener Independent-Label EditionsMego (ehemals Mego). Im März 2010 veröffentlichten Cindytalk mit dem Gitarristen Robert Hampson dort die Single Five Mountains Of Fire / Antarctica Ends Here.

## Diskografie
- 1984: Camouflage Heart
- 1988: In This World
- 1990: The Wind Is Strong...
- 1991: Secrets and Falling
- 1993: Prince of Lies
- 1995: Wappinschaw
- 2003: Transgender Warrior
- 2008: Silver Shoals of Light
- 2009: The Crackle of My Soul
- 2010: Five Mountains of Fire